# Жилищна сграда
Жилищните сгради са вид сгради, предназначени основно за обитаване, включвайки едно или повече жилища.
Малките жилищни сгради често са наричани къщи, като могат да бъдат еднофамилни (с едно жилище) или многофамилни (с няколко жилища). Многоетажните жилищни сгради се наричат жилищни блокове и се състоят от множество жилища – апартаменти. Жилищните сгради могат да имат и специфични функции – да се обитават само периодично (например вили), да имат представителни функции (например резиденции или дворци), да се обитават от особени социални групи (например затвори, казарми или манастири).